# آموس فوغل
آموس فوغل (بالإنجليزية: Amos Vogel)‏ هو صحفي وناقد سينمائي أمريكي، ولد في 18 أبريل 1921 في فيينا في النمسا، وتوفي في 24 أبريل 2012 في نيويورك في الولايات المتحدة بسبب قصور كلوي. السينما التدميرية أهم وأشهر أعماله.

## وصلات خارجية
- آموس فوغل على موقع IMDb (الإنجليزية)
- آموس فوغل على موقع ميتاكريتيك (الإنجليزية)
- آموس فوغل على موقع أول موفي (الإنجليزية)
- آموس فوغل على موقع قاعدة بيانات الفيلم (الإنجليزية)
- آموس فوغل على موقع كينوبويسك (الروسية)